# Familia Adam
La familia Adam fue una importante dinastía de escultores franceses del siglo XVII y XVIII, originaria de Nancy, en Lorena.

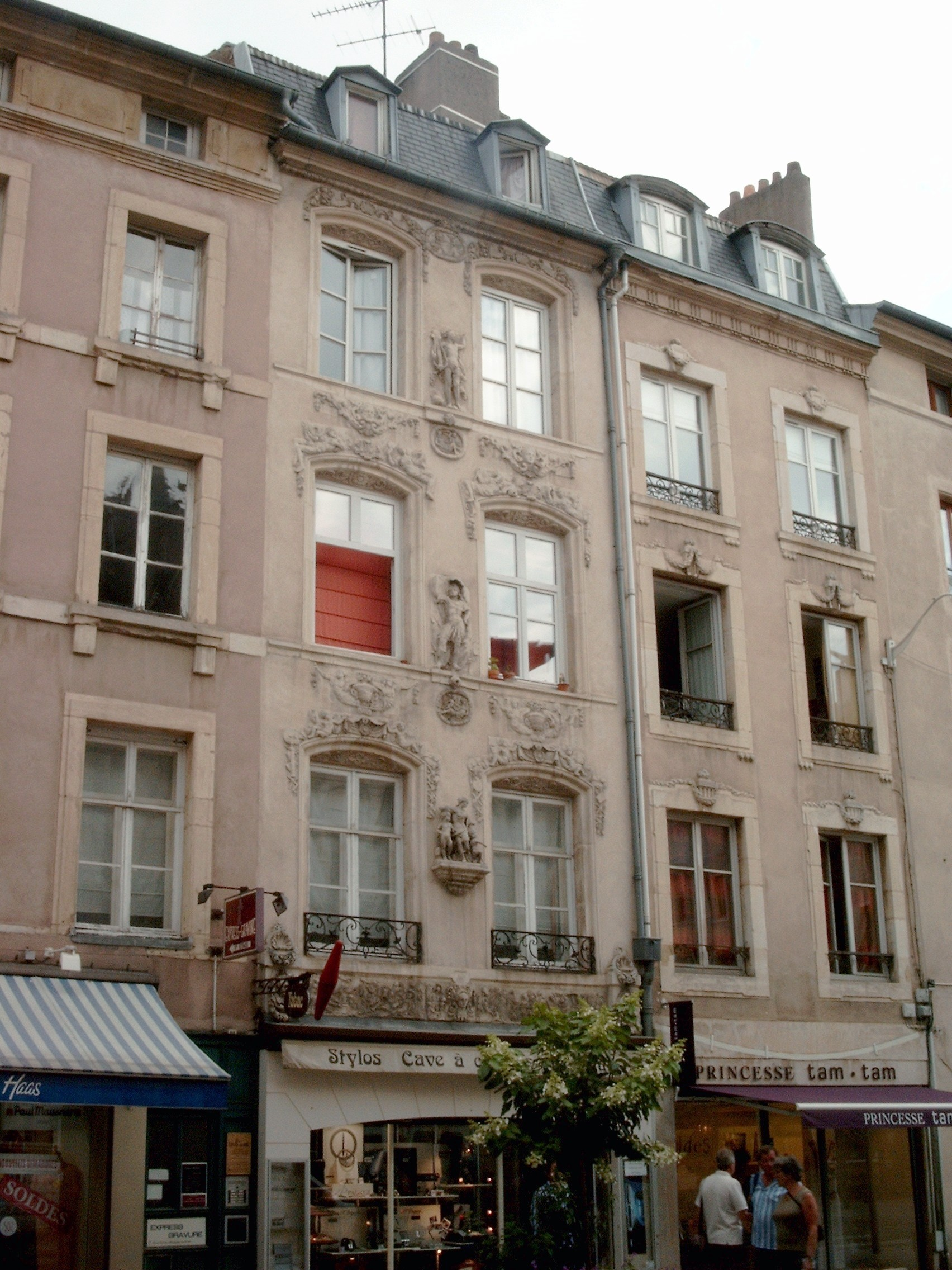
La casa de la familia Adam en Nancy

## Una dinastía de escultores

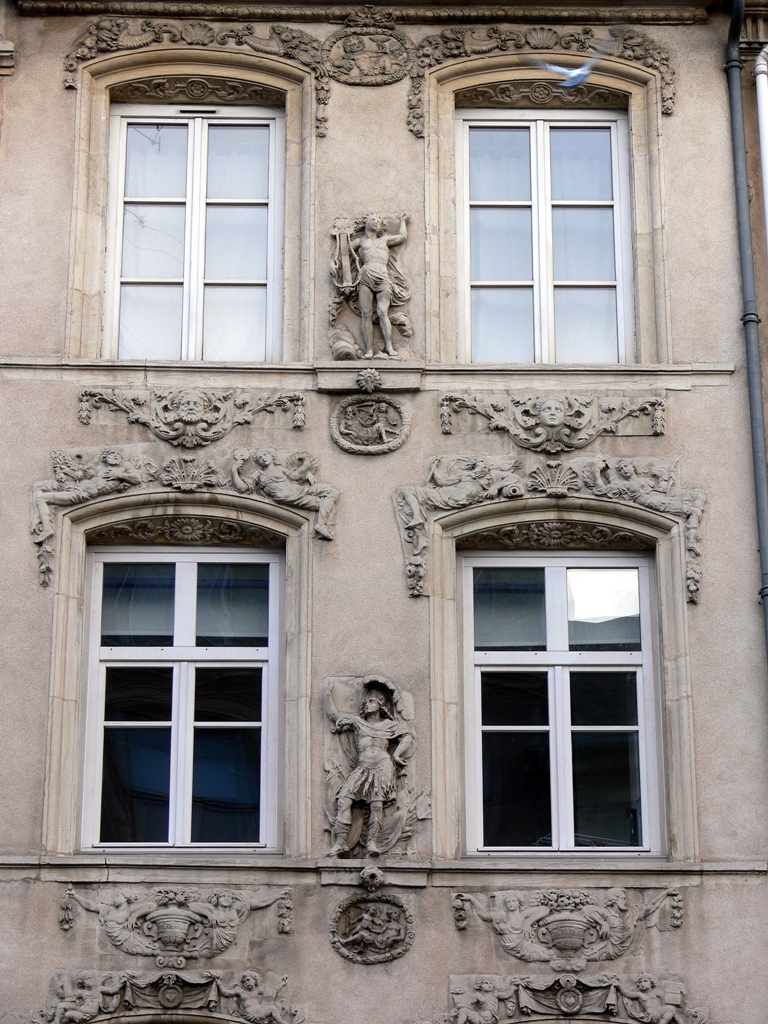
detalle de la fachada de los Adam en Nancy

El origen de la familia se remonta a Sigisbert Adam, escultor, y a Lambert Adam, ambos activos en  Lorena en la segunda mitad del siglo XVII.
El hijo de Lambert, Jacob Sigisbert Adam, trabajó esencialmente en Nancy. Sus tres hijos fueron todos ellos escultores (los que alcanzaron más fama de la familia):
- Lambert Sigisbert Adam (1700-1759), llamado Adam el viejo, en francés: l'aîné;
- Nicolas Sébastien Adam (1705-1778), llamado Adam el joven, en francés: cadet;
- François Gaspard Balthazar Adam (1710-1761).

Dos hijos de Nicolas Sébastien fueron importantes artistas:
- Jean Charles Nicolas Adam, pintor;
- Gaspard Louis Adam, escultor.

La hija de Jacob Sigisbert, Anna Adam, se casó con un escultor Metz , Michael Thomas y tuvieron dos hijos escultores:
- Sigisbert François Michel (1727-hacia 1785) y
- Claude Michel, llamado Clodion (1738-1814), que fue discípulo de su tío Lambert Sigisbert .